# Loucif Hamani
Loucif Hamani (arab. ‏لوسيف حماني‎, ur. 15 maja 1950 w Igoufaf, zm. 9 listopada 2021 w Vitry-sur-Seine) – algierski bokser. Hamani urodził się w Igoufaf w prowincji Tizi Ouzou. Brał udział w Letnich Igrzyskach Olimpijskich 1972 w wadze lekkiej, gdzie dotarł do ćwierćfinału, gdzie przegrał z Alanem Minterem z Wielkiej Brytanii. Wcześniej Hamani pokonał José Antonio Colona z Portoryko w swojej pierwszej walce i Anthony’ego Richardsona z Holandii w swojej drugiej walce.
W 1973 roku został mistrzem na Igrzyskach Afrykańskich w wadze lekkośredniej. Później przeszedł na zawodowstwo, wygrywając 24 z 27 walk. Jedną z jego trzech porażek zawodowych był brutalny nokaut w drugiej rundzie z rąk Marvina Haglera 16 lutego 1980 roku w Portland w stanie Maine.
Zmarł 9 listopada 2021 roku w wieku 71 lat.